# Sonia Bustos Reyes
Sonia de las Mercedes Bustos Reyes (13 de mayo de 1944) fue una secretaria, militante del PDC y vinculada al MIR  que fue detenida por agentes de la DINA el 5 de septiembre de 1974. Su nombre forma parte de la Operación Colombo. Tenía 30 años a la fecha de la detención, es una de las mujeres detenidas desaparecidas de la dictadura militar en Chile.

## Detención
Sonia Bustos Reyes, nació 13 de mayo de 1944, proviene de una familia modesta, esforzada, de trabajadores, realizó sus estudios primarios en el Colegio Hispano Chileno. Posteriormente ingresó al Instituto Superior de Comercio lugar en el cual se recibió con el título de Secretaria de Contabilidad. A la fecha del golpe militar se encontraba trabajando en la secretaría del casino de Investigaciones, Detenida el 5 de septiembre de 1974 por efectivos de la DINA, comandados por Osvaldo Romo Mena, en su domicilio. A la semana después se llevaron detenidos a su hermana Rosa y al novio de Sonia, Carlos. Los que estuvieron con ella en un recinto de la DINA de Londres 38 y posteriormente en la prisión de Cuatro Álamos, siendo sometidos a fuertes presiones. Rosa y Carlos fueron dejados en libertad ese mismo año.

## Operación Colombo
Meses después de la desaparición de Sonia Bustos, su nombre fue incluido en la nómina que publicó el diario brasileño "O'DIA" y la revista argentina “VEA”, que reprodujeron medios nacionales el 25 de julio de 1974, dando cuenta de supuestos enfrentamientos y en los cuales habrían muerto 119 chilenos. Ambas publicaciones fueron un montaje, los nombres que componían esta lista, corresponden todos a personas que fueron detenidas por la dictadura y que continúan desaparecidas. Sonia Bustos fue parte del listado de 119 chilenos que son parte del montaje comunicacional denominado Operación Colombo”.

## Informe Rettig
Familiares de Sonia Bustos Reyes  presentaron su caso ante la Comisión Rettig, Comisión de Verdad que tuvo la misión de calificar casos de detenidos desaparecidos y ejecutados durante la dictadura. Sobre el caso de Sonia, el Informe Rettig señaló que:

“El 29 de agosto de 1974 fue detenida en su domicilio de la comuna de San Miguel, por agentes de la DINA, Violeta del Carmen LOPEZ DIAZ, aparentemente vinculada al MIR. Junto con ella fue detenido un amigo de la familia que fue liberado a los pocos días.
La víctima fue llevada al recinto de Cuatro Álamos desde donde desapareció.
La Comisión está convencida de que su desaparición fue obra de agentes del Estado, quienes violaron así sus derechos humanos”.

## Proceso judicial en democracia
El proceso por la detención y desaparición de Sonia Bustos Reyes fue investigado por el ministro de la Corte de Apelaciones de Santiago, Mario Carroza, quién el 4 de agosto de 2017, condenó a tres exintegrantes de la Dirección de Inteligencia Nacional (DINA), por su responsabilidad en el delito de secuestro calificado de la funcionaria de la Policía de Investigaciones Sonia Bustos. En el fallo, el ministro Carroza condenó a los agentes César Manríquez Bravo, Ciro Torré Sáez y Orlando Manzo Durán a penas de 7 años de prisión, en calidad de autores del delito.
En la etapa de investigación, el ministro en visita logró establecer los hechos:
"Encargada de las Operaciones de la DINA en la Región Metropolitana estaba la Brigada de Inteligencia Metropolitana, BIM, a cargo de un alto oficial de Ejército, César Manríquez Bravo, y quien contaba con una plana mayor que lo asesoraba en labores de inteligencia. De este jefe dependían las Brigadas, CAUPOLICÁN, a cargo de Luis Marcelo Manuel Moren Brito, y PURÉN, a cargo de otro alto oficial de ejército, con objetivos de trabajo diversos, y que se organizaban cupularmente en torno a un Oficial al mando (BIM), quien establecía las directrices, objetivos y prioridades del trabajo, siendo secundado también por una plana mayor, compuesta por oficiales que le prestaban asesoría y que se encargaban del funcionamiento de los cuarteles. Este nivel de estructura, como toda organización jerarquizada, mantuvo el contacto y los canales de información con sus superiores, a quienes daba cuenta de su trabajo. Las operaciones de las Brigadas eran desarrolladas por Agrupaciones o equipos de trabajo, compuestos por miembros del Ejército, Carabineros y de la Policía de Investigaciones de Chile, quienes utilizaban los recintos o centros de detención donde cumplían sus labores”.
“SONIA DE LAS MERCEDES BUSTOS REYES, de 30 años de edad a la fecha de los hechos, empleada de la Policía de Investigaciones de Chile que cumplía funciones en el casino de la institución, militante demócrata cristiana vinculada al Movimiento de Izquierda Revolucionaria MIR, fue detenida el día 5 de septiembre de 1974 en su domicilio de calle Catedral 3119 piso 1.º de la Comuna de Santiago, en horas de la madrugada mientras se encontraba acostada, en presencia de su madre y hermanas, por un grupo de sujetos que señalaron pertenecer al Servicio de Inteligencia Militar, pero que correspondían a efectivos de la Brigada Caupolicán de la DINA, y que la subieron a un vehículo que los esperaba en la vía pública, sin que existiera orden emanada de autoridad legítima y competente que la justificase, trasladándola a un lugar hasta ese minuto desconocido”.
“Que ella fue vista por otros detenidos, entre ellos su hermana, quienes pudieron recuperar su libertad, en el centro de detención de calle José Domingo Cañas N.º 1367 de la comuna de La Reina, conocido como "Ollagüe" a cargo del Oficial de Carabineros Ciro Torre Sáez, y en el Campo de Prisioneros Cuatro Álamos, cuyo jefe era el oficial de gendarmería Orlando Manzo Durán, lugar éste último desde donde se le ve por última vez en el mes de octubre de 1974, tras anunciar a otras detenidas que sería dejada en libertad, sin que a la fecha se tengan noticias de su paradero”.
El 25 de mayo de 2018 la Corte de Apelaciones de Santiago elevó la condena a tres exagentes de la Dirección de Inteligencia Nacional (DINA) por su responsabilidad en el secuestro calificado de Sonia Bustos Reyes. En fallo unánime (rol 1.741-2017), la Séptima Sala del tribunal de alzada elevó de 7 a 10 años de prisión la sanción para los agentes César Manríquez Bravo, Ciro Torré Sáez y Orlando Manzo Durán. El tribunal de alzada confirmó la responsabilidad de los tres altos mandos de la DINA por su responsabilidad en el delito: "Que esta Corte comparte los fundamentos antes indicados y por eso, no se adentrará en cada uno de estos temas, toda vez que se trata de una sentencia de segunda instancia y no de primera o única instancia. Sin perjuicio de lo anterior, se debe relevar el hecho de que los acusados representaban altos mandos en la época del ilícito, desempeñándose como Comandante del Centro Cuatro Álamos, Jefe del recinto Ollagüe y Comandante de la Brigada de Inteligencia Metropolitana, por lo que tienen una responsabilidad mayor en el delito que se sanciona, en el cual el paradero de la víctima no se ha podido aun determinar, a la cual señalan no recordar ni reconocer, y han negado su participación en los hechos, por lo que esta Corte estima que la pena asigna da debe ser mayor, dentro del rango que permite la ley, a la que determina el fallo de primer grado, la que se fijará en la parte resolutiva", dice el fallo”.
Sin embargo, la Sala estimó que se debe elevar la penal al rechazar la aplicación de la media prescripción: "En relación con la media denominada media prescripción estatuida en el artículo 103 del Código Penal, se debe tener presente que tanto esta como la causal de extinción de responsabilidad penal, se fundan en un mismo presupuesto, esto es, el transcurso del tiempo, siendo así que la improcedencia para acoger la prescripción total en esta clase de delitos también alcanza a la prescripción gradual, ya que como consecuencia de acoger lo que prescribe el ordenamiento penal humanitario internacional, procede, en consecuencia, rechazar la mentada institución de la prescripción gradual que descansa sobre un supuesto similar. Por último, y como se ha fallado en forma reiterada, el artículo 103 del Código Penal no sólo está contemplado en el mismo título que la prescripción, sino que se desarrolla luego de aquella, y como ambos institutos se fundan en el transcurso del tiempo como elemento justificante para su aplicación, la improcedencia de aplicar la prescripción total, como es el caso de delitos de Lesa Humanidad, debe alcanzar necesariamente a la parcial, pues no se advierte razón para reconocer al tiempo el efecto de reducir la sanción, debido a que ambas situaciones se fundamentan en el mismo elemento que es rechazado por el ordenamiento penal humanitario internacional, de manera que ninguna resulta procedente en ilícitos como en el de la especie”.
El caso de Sonia Bustos Reyes está en segunda instancia sin aún dictarse la sentencia de la Corte Suprema.